# Pieni-Ruotimo
Pieni-Ruotimo är en sjö i kommunen S:t Michel i landskapet Södra Savolax i Finland. Sjön ligger 101,9 meter över havet. Arean är 81 hektar och strandlinjen är 9,1 kilometer lång. Sjön  ingår i Kymmene älvs huvudavrinningsområde.   Den ligger omkring 26 kilometer sydväst om S:t Michel och omkring 180 kilometer nordöst om Helsingfors. 